# Copa Mundial de Padbol 2013
El Mundial de Padbol Argentina 2013 fue la primera edición del torneo y se llevó a cabo entre el 14 y el 17 de marzo de 2013 en el Domo de la La República de los Niños, en La Plata, Argentina. 
En el torneo participaron integrantes de España, Uruguay, Italia y Argentina, que se dividieron en cuatro grupos de cuatro parejas, clasificándose las dos primeras a las instancias decisivas, donde se enfrentaron a eliminación directa. La pareja española conformada por Eleazar Ocaña y Toni Palacios, representantes de Albacete, fueron los primeros campeones mundiales de Padbol tras imponerse en la final por un doble 6-1 a la pareja de Elche integrada por Can Saiz y Claudio Rodríguez Alonso.

## Parejas participantes
El Mundial de Padbol 2013 contó con la presencia de cuatro países. Argentina contó con seis parejas, España con cinco, Uruguay con cuatro e Italia con una.
| Primer preclasificado          | Segundo preclasificado    | Tercer preclasificado          | Cuarto preclasificado        | Quinto preclasificado       | Sexto preclasificado            |
| ------------------------------ | ------------------------- | ------------------------------ | ---------------------------- | --------------------------- | ------------------------------- |
| Argentina 1 (Maidana/Narbaitz) | Argentina 2 (Pérez/Nadal) | Argentina 3 (Zaragoza/Labayen) | Argentina 4 (Luquez/Orlandi) | Argentina 5 (Touron/Barry)  | Argentina 6 (Martínez/Martínez) |
| España 1 (Ocaña/Palacios)      | España 2 (Saiz/Rodríguez) | España 3 (Bernabe/Macia)       | España 4 (Melgarejo/Prado)   | España 5 (Maldonado/Criado) |                                 |
| Uruguay 1 (Martínez/Sobral)    | Uruguay 2 (Capurro/Bella) | Uruguay 3 (Britos/Silveira)    | Uruguay 4 (Canaveris/Cabrera |                             |                                 |
| Italia 1 (Corsi/Morezzi)       |                           |                                |                              |                             |                                 |

## Sede
La sede del primer Mundial de Padbol fue la Ciudad de La Plata, cuna del deporte fusión. El lugar escogido para llevar adelante el torneo fue el Domo de la República de los Niños, en un espacio cubierto superior a 700 m² donde hubo dos canchas de Padbol.

## Formato
El torneo se desarrolló con cuatro grupos de cuatro parejas, que se enfrentaron entre sí. Las dos primeras pasaron a cuartos de final, donde se enfrentaron a eliminación directa hasta la final, donde se consagraría España 1.
Los partidos de la fase de grupos se jugaron al mejor de 3 sets, donde en caso de llegar al último set había un tiebreak a 10 puntos para definir el ganador. A partir de los cuartos de final, el tercer set se jugó de la forma tradicional a 6 games y, en caso de igualdad, un tiebreak normal a 7 puntos con diferencia de dos puntos. 
Los grupos del campeonato fueron de la siguiente forma:
| Grupo A     | Grupo B     | Grupo C     | Grupo D     |
| ----------- | ----------- | ----------- | ----------- |
| España 1    | Uruguay 1   | Argentina 1 | España 2    |
| Argentina 3 | Argentina 2 | Italia 1    | Uruguay 2   |
| Uruguay 4   | España 3    | Uruguay 3   | Argentina 4 |
| Argentina 6 | Argentina 5 | España 4    | España 5    |

## Resultados
- Los horarios corresponden a la hora de La Plata (UTC-2)
- Leyenda: PJ: Partidos jugados; PG: Partidos ganados; PP: Partidos perdidos; SF: sets a favor; SC: sets en contra; GF: Games a favor; GC: Games en contra DS: Diferencia de sets.

### Primera fase

#### Grupo A
| Equipo      | PJ | PG | PP | SF | SC | GF | GC | DS |
| ----------- | -- | -- | -- | -- | -- | -- | -- | -- |
| España 1    | 3  | 3  | 0  | 6  | 0  | 36 | 11 | 6  |
| Argentina 3 | 3  | 2  | 1  | 4  | 2  | 30 | 19 | 2  |
| Uruguay 4   | 3  | 1  | 2  | 1  | 5  | 12 | 34 | -4 |
| Argentina 6 | 3  | 0  | 3  | 1  | 5  | 21 | 33 | -4 |

| 14 de marzo de 2013, 16:00 | España 1       | 6-1 6-3 | Argentina 6       | Domo de la República de los Niños, cancha 1, La Plata |  |
|                            | Ocaña/Palacios |         | Martínez/Martínez |                                                       |  |

| 14 de marzo de 2013, 16:00 | Argentina 3      | 6-2 6-0 | Uruguay 4         | Domo de la República de los Niños, cancha 2, La Plata |  |
|                            | Zaragoza/Labayen |         | Canaveris/Cabrera |                                                       |  |

| 15 de marzo de 2013, 14:00 | España 1       | 6-0 6-1 | Uruguay 4         | Domo de la República de los Niños, cancha 1, La Plata |  |
|                            | Ocaña/Palacios |         | Canaveris/Cabrera |                                                       |  |

| 15 de marzo de 2013, 14:00 | Argentina 3      | 6-2 6-3 | Argentina 6       | Domo de la República de los Niños, cancha 2, La Plata |  |
|                            | Zaragoza/Labayen |         | Martínez/Martínez |                                                       |  |

| 15 de marzo de 2013, 18:00                                       | Uruguay 4         | 6-4 3-6 (TB) | Argentina 6       | Domo de la República de los Niños, cancha 1, La Plata |  |
|                                                                  | Canaveris/Cabrera |              | Martínez/Martínez |                                                       |  |
| * El tercet set fue un Tiebreak a 10 puntos. Lo ganó URU 4 10-8. |                   |              |                   |                                                       |  |

| 15 de marzo de 2013, 18:00 | España 1       | 6-4 6-2 | Argentina 3      | Domo de la República de los Niños, cancha 2, La Plata |  |
|                            | Ocaña/Palacios |         | Zaragoza/Labayen |                                                       |  |

#### Grupo B
| Equipo      | PJ | PG | PP | SF | SC | GF | GC | DS |
| ----------- | -- | -- | -- | -- | -- | -- | -- | -- |
| España 3    | 3  | 3  | 0  | 6  | 0  | 36 | 15 | 6  |
| Argentina 5 | 3  | 1  | 2  | 3  | 3  | 25 | 26 | 0  |
| Argentina 2 | 3  | 1  | 2  | 2  | 4  | 25 | 28 | -2 |
| Uruguay 1   | 3  | 1  | 2  | 1  | 5  | 16 | 21 | -4 |

| 14 de marzo de 2013, 17:00 | Argentina 5  | 6-3 6-1 | Uruguay 1       | Domo de la República de los Niños, cancha 1, La Plata |  |
|                            | Barry/Touron |         | Martínez/Sobral |                                                       |  |

| 14 de marzo de 2013, 17:00 | España 3      | 6-2 6-4 | Argentina 2 | Domo de la República de los Niños, cancha 2, La Plata |  |
|                            | Macia/Bernabe |         | Pérez/Nadal |                                                       |  |

| 15 de marzo de 2013, 15:00                                       | Argentina 2 | 6-1 4-6 (TB 2) | Argentina 5  | Domo de la República de los Niños, cancha 1, La Plata |  |
|                                                                  | Pérez/Nadal |                | Touron/Barry |                                                       |  |
| * El tercet set fue un Tiebreak a 10 puntos. Lo ganó ARG 2 10-4. |             |                |              |                                                       |  |

| 15 de marzo de 2013, 15:00 | España 3      | 6-2 6-1 | Uruguay 1       | Domo de la República de los Niños, cancha 2, La Plata |  |
|                            | Macia/Bernabe |         | Martínez/Sobral |                                                       |  |

| 15 de marzo de 2013, 19:00                                       | Uruguay 1       | 3-6 6-3 (TB) | Argentina 2 | Domo de la República de los Niños, cancha 1, La Plata |  |
|                                                                  | Martínez/Sobral |              | Pérez/Nadal |                                                       |  |
| * El tercet set fue un Tiebreak a 10 puntos. Lo ganó URU 1 10-6. |                 |              |             |                                                       |  |

| 15 de marzo de 2013, 19:00 | España 3      | 6-4 6-2 | Argentina 5  | Domo de la República de los Niños, cancha 2, La Plata |  |
|                            | Macia/Bernabe |         | Barry/Touron |                                                       |  |

#### Grupo C
| Equipo      | PJ | PG | PP | SF | SC | GF | GC | DS |
| ----------- | -- | -- | -- | -- | -- | -- | -- | -- |
| España 4    | 3  | 3  | 0  | 5  | 1  | 33 | 10 | 4  |
| Argentina 1 | 3  | 2  | 1  | 5  | 1  | 32 | 12 | 4  |
| Uruguay 3   | 3  | 1  | 2  | 1  | 5  | 11 | 33 | -4 |
| Italia      | 3  | 0  | 3  | 1  | 5  | 12 | 33 | -4 |

| 14 de marzo de 2013, 18:00 | Argentina 1      | 6-2 6-0 | Italia        | Domo de la República de los Niños, cancha 1, La Plata |  |
|                            | Maidana/Narbaitz |         | Corsi/Morezzi |                                                       |  |

| 14 de marzo de 2013, 18:00 | España 4        | 6-0 6-1 | Uruguay 3       | Domo de la República de los Niños, cancha 2, La Plata |  |
|                            | Melgarejo/Prado |         | Britos/Silveira |                                                       |  |

| 15 de marzo de 2013, 16:00 | Argentina 1      | 6-1 6-0 | Uruguay 3       | Domo de la República de los Niños, cancha 1, La Plata |  |
|                            | Maidana/Narbaitz |         | Britos/Silveira |                                                       |  |

| 15 de marzo de 2013, 16:00 | España 4        | 6-1 6-0 | Italia        | Domo de la República de los Niños, cancha 2, La Plata |  |
|                            | Melgarejo/Prado |         | Corsi/Morezzi |                                                       |  |

| 15 de marzo de 2013, 20:00                                       | Uruguay 3       | 6-3 3-6 (TB) | Italia        | Domo de la República de los Niños, cancha 1, La Plata |  |
|                                                                  | Britos/Silveira |              | Corsi/Morezzi |                                                       |  |
| * El tercet set fue un Tiebreak a 10 puntos. Lo ganó URU 3 10-8. |                 |              |               |                                                       |  |

| 15 de marzo de 2013, 20:00                                             | España 4        | 3-6 6-2 (TB) | Argentina 1      | Domo de la República de los Niños, cancha 2, La Plata |  |
|                                                                        | Melgarejo/Prado |              | Maidana/Narbaitz |                                                       |  |
| * El tercet set fue un Juego decisivo a 10 puntos. Lo ganó ESP 4 10-8. |                 |              |                  |                                                       |  |

#### Grupo D
| Equipo      | PJ | PG | PP | SF | SC | GF | GC | DS |
| ----------- | -- | -- | -- | -- | -- | -- | -- | -- |
| España 2    | 3  | 3  | 0  | 6  | 0  | 36 | 12 | 6  |
| España 5    | 3  | 2  | 1  | 4  | 2  | 30 | 23 | 2  |
| Argentina 4 | 3  | 1  | 2  | 1  | 5  | 14 | 33 | -4 |
| Uruguay 2   | 3  | 0  | 3  | 1  | 5  | 18 | 34 | -4 |

| 14 de marzo de 2013, 19:00 | España 2       | 6-0 6-2 | Uruguay 2     | Domo de la República de los Niños, cancha 1, La Plata |  |
|                            | Saiz/Rodríguez |         | Capurro/Bella |                                                       |  |

| 14 de marzo de 2013, 19:00 | España 5         | 6-1 6-3 | Argentina 4    | Domo de la República de los Niños, cancha 2, La Plata |  |
|                            | Maldonado/Criado |         | Luquez/Orlandi |                                                       |  |

| 15 de marzo de 2013, 17:00 | España 2       | 6-0 6-4 | Argentina 4    | Domo de la República de los Niños, cancha 1, La Plata |  |
|                            | Saiz/Rodríguez |         | Luquez/Orlandi |                                                       |  |

| 15 de marzo de 2013, 17:00 | España 5         | 6-3 6-4 | Uruguay 2     | Domo de la República de los Niños, cancha 2, La Plata |  |
|                            | Maldonado/Criado |         | Capurro/Bella |                                                       |  |

| 15 de marzo de 2013, 21:00                                        | Argentina 4    | 6-3 4-6 (TB) | Uruguay 2     | Domo de la República de los Niños, cancha 1, La Plata |  |
|                                                                   | Luquez/Orlandi |              | Capurro/Bella |                                                       |  |
| * El tercet set fue un desempate a 10 puntos. Lo ganó ARG 4 10-8. |                |              |               |                                                       |  |

| 15 de marzo de 2013, 21:00 | España 2       | 6-3 6-3 | España 5         | Domo de la República de los Niños, cancha 2, La Plata |  |
|                            | Saiz/Rodríguez |         | Maldonado/Criado |                                                       |  |

## Segunda fase
|  | Cuartos de final | Cuartos de final | Cuartos de final | Cuartos de final | Cuartos de final |   |                 | Semifinales    | Semifinales | Semifinales | Semifinales | Semifinales |   |                | Final | Final | Final | Final | Final |  |
|  |                  |                  |                  |                  |                  |   |                 |                |             |             |             |             |   |                |       |       |       |       |       |  |
|  |                  |                  |                  |                  |                  |   |                 |                |             |             |             |             |   |                |       |       |       |       |       |  |
|  | 1                | Ocaña/Palacios   | 6                | 6                | 6                |   |                 |                |             |             |             |             |   |                |       |       |       |       |       |  |
|  | 1                | Ocaña/Palacios   | 6                | 6                | 6                |   |                 |                |             |             |             |             |   |                |       |       |       |       |       |  |
|  | 5                | Maldonado/Criado | 7                | 1                | 3                |   |                 |                |             |             |             |             |   |                |       |       |       |       |       |  |
|  | 5                | Maldonado/Criado | 7                | 1                | 3                |   | 1               | Ocaña/Palacios | 6           | 1           | 6           |             |   |                |       |       |       |       |       |  |
|  |                  |                  |                  |                  |                  |   | 1               | Ocaña/Palacios | 6           | 1           | 6           |             |   |                |       |       |       |       |       |  |
|  |                  |                  | 3                | Macia/Bernabe    | 0                | 6 | 1               |                |             |             |             |             |   |                |       |       |       |       |       |  |
|  | 3                | Macia/Bernabe    | 3                | Macia/Bernabe    | 0                | 6 | 1               | 6              | 6           |             |             |             |   |                |       |       |       |       |       |  |
|  | 3                | Macia/Bernabe    |                  |                  |                  |   |                 |                |             |             |             |             |   |                |       |       |       |       |       |  |
|  | 1                | Maidana/Narbaitz | 1                | 3                |                  |   |                 |                |             |             |             |             |   |                |       |       |       |       |       |  |
|  | 1                | Maidana/Narbaitz | 1                | 3                |                  |   |                 |                |             |             |             |             | 1 | Ocaña/Palacios | 6     | 6     |       |       |       |  |
|  |                  |                  |                  |                  |                  |   |                 |                |             |             |             |             | 1 | Ocaña/Palacios | 6     | 6     |       |       |       |  |
|  |                  |                  | 2                | Saiz/Rodriguez   | 1                | 1 |                 |                |             |             |             |             |   |                |       |       |       |       |       |  |
|  | 4                | Melgarejo/Prado  | 2                | Saiz/Rodriguez   | 1                | 1 | 6               | 6              |             |             |             |             |   |                |       |       |       |       |       |  |
|  | 4                | Melgarejo/Prado  |                  |                  |                  |   |                 |                |             |             |             |             |   |                |       |       |       |       |       |  |
|  | 5                | Barry/Touron     | 0                | 0                |                  |   |                 |                |             |             |             |             |   |                |       |       |       |       |       |  |
|  | 5                | Barry/Touron     | 0                | 0                |                  | 4 | Melgarejo/Prado | 1              | 3           |             |             |             |   |                |       |       |       |       |       |  |
|  |                  |                  |                  |                  |                  | 4 | Melgarejo/Prado | 1              | 3           |             |             |             |   |                |       |       |       |       |       |  |
|  |                  |                  | 2                | Saiz/Rodriguez   | 6                | 6 |                 |                |             |             |             |             |   |                |       |       |       |       |       |  |
|  | 2                | Saiz/Rodríguez   | 2                | Saiz/Rodriguez   | 6                | 6 | 6               | 6              |             |             |             |             |   |                |       |       |       |       |       |  |
|  | 2                | Saiz/Rodríguez   |                  |                  |                  |   |                 |                |             |             |             |             |   |                |       |       |       |       |       |  |
|  | 3                | Zaragoza/Labayen | 0                | 1                |                  |   |                 |                |             |             |             |             |   |                |       |       |       |       |       |  |
|  | 3                | Zaragoza/Labayen | 0                | 1                |                  |   |                 |                |             |             |             |             |   |                |       |       |       |       |       |  |
|  |                  |                  |                  |                  |                  |   |                 |                |             |             |             |             |   |                |       |       |       |       |       |  |

### Cuartos de final
| 16 de marzo de 2013 | España 1       | 6-7 6-1 6-3 | España 5         | Domo de la República de los Niños, cancha 1, La Plata |  |
|                     | Ocaña/Palacios |             | Maldonado/Criado |                                                       |  |

| 16 de marzo de 2013 | España 3      | 6-1 6-3 | Argentina 1      | Domo de la República de los Niños, cancha 1, La Plata |  |
|                     | Macia/Bernabe |         | Maidana/Narbaitz |                                                       |  |

| 16 de marzo de 2013 | España 4        | 6-0 6-0 | Argentina 5  | Domo de la República de los Niños, cancha 1, La Plata |  |
|                     | Melgarejo/Prado |         | Barry/Touron |                                                       |  |

| 16 de marzo de 2013 | España 2       | 6-0 6-1 | Argentina 3      | Domo de la República de los Niños, cancha 1, La Plata |  |
|                     | Saiz/Rodríguez |         | Zaragoza/Labayen |                                                       |  |

### Semifinales
| 17 de marzo de 2013 | España 1       | 6-0 1-6 6-1 | España 3      | Domo de la República de los Niños, cancha 1, La Plata |  |
|                     | Ocaña/Palacios |             | Macia/Bernabe |                                                       |  |

| 17 de marzo de 2013 | España 2       | 6-1 6-3 | España 4        | Domo de la República de los Niños, cancha 1, La Plata |  |
|                     | Saiz/Rodríguez |         | Melgarejo/Prado |                                                       |  |

### Final
| 17 de marzo de 2013 17:00 | España 1       | 6-1 6-1 | España 2       | Domo de la República de los Niños, cancha 1, La Plata |                                  |
|                           | Ocaña/Palacios |         | Saiz/Rodríguez | Árbitro(s): Massimo Giandomenico                      | Árbitro(s): Massimo Giandomenico |

## Estadísticas
| Equipo | Equipo            | PJ | PG | PP | SF | SC | GF | GC | DS  | DG  |
| ------ | ----------------- | -- | -- | -- | -- | -- | -- | -- | --- | --- |
| 1      | Ocaña/Palacios    | 6  | 6  | 0  | 12 | 2  | 79 | 31 | +10 | +48 |
| 2      | Saiz/Rodríguez    | 6  | 5  | 1  | 10 | 2  | 62 | 29 | +8  | +33 |
| 3      | Bernabé/Macia     | 5  | 4  | 1  | 9  | 2  | 55 | 32 | +7  | +23 |
| 4      | Melgarejo/Prado   | 5  | 4  | 1  | 7  | 3  | 49 | 22 | +4  | +27 |
| 5      | Maidana/Narbaitz  | 4  | 2  | 2  | 5  | 3  | 36 | 24 | +2  | +12 |
| 6      | Maldonado/Criado  | 4  | 2  | 2  | 5  | 4  | 41 | 41 | +1  | 0   |
| 7      | Zaragoza/Labayen  | 4  | 2  | 2  | 4  | 4  | 31 | 31 | 0   | 0   |
| 8      | Touron/Barry      | 4  | 1  | 3  | 3  | 5  | 25 | 38 | -2  | -13 |
| 9      | Pérez/Nadal       | 3  | 1  | 2  | 2  | 4  | 25 | 28 | -2  | -3  |
| 10     | Lúquez/Orlandi    | 3  | 1  | 2  | 1  | 5  | 18 | 33 | -4  | -15 |
| 11     | Martínez/Sobral   | 3  | 1  | 2  | 1  | 5  | 16 | 33 | -4  | -17 |
| 12     | Canaveris/Cabrera | 3  | 1  | 2  | 1  | 5  | 12 | 34 | -4  | -22 |
| 13     | Britos/Silveira   | 3  | 1  | 2  | 1  | 5  | 11 | 33 | -4  | -22 |
| 14     | Martínez/Martínez | 3  | 0  | 3  | 1  | 5  | 21 | 33 | -4  | -12 |
| 15     | Capurro/Bella     | 3  | 0  | 3  | 1  | 5  | 18 | 34 | -4  | -16 |
| 16     | Corsi/Morezzi     | 3  | 0  | 3  | 1  | 5  | 12 | 33 | -4  | -21 |